# Kenyeres Bálint
Kenyeres Bálint (Budapest, 1976. május 12. –) magyar filmrendező, forgatókönyvíró, színész.

## Életpályája
Filozófiai, történelmi és filmesztétikai tanulmányok után a Színház- és Filmművészeti Egyetem film- és televíziórendező szakán végzett 2003-ban; itt Szász János és Zsombolyai János oktatta. 2006-tól az Európai Filmakadémia tagja.

## Filmjei

### Forgatókönyvíróként
- Zárás (1999) (filmrendező és filmproducer is)
- Kolónia (1999) (filmrendező is)
- Tévéjáték (2001) (filmrendező, színész és filmproducer is)
- Before Dawn (2005) (filmrendező és filmproducer is)
- A repülés története (2009) (filmrendező és filmproducer is)
- Zsaruk (2014)
- Tegnap (2018) (filmrendező és filmproducer is)

### Színészként
- Rengeteg (2003)
- Dealer (2004)
- Egyetleneim (2006)
- aurA (2011)
- Saul fia (2015)

## Díjai
- Fehér György-díj (2005)[3]
- A Szarajevói Filmfesztivál díja (2005) Before Down
- Magyar Filmkritikusok Díja (2006)[3]
- A Tampere-i Filmfesztivál díja (2006) Before Down
- A Sundance-i Filmfesztivál rövidfilm díja (2006) Before Down
- A Seattle-i Nemzetközi Filmfesztivál rövidfilm díja (2006) Before Down
- Európai Filmdíj Legjobb európai rövidfilm (UIP díj) (2006) Before Down
- A Vila do Conde Nemzetközi Rövidfilm Fesztivál nagydíja (2009) A repülés története
- A Vila do Conde Nemzetközi Rövidfilm Fesztivál RTP Onda Curta díja (2009) A repülés története
- A Szarajevói Filmfesztivál díja (2005) A repülés története
- A Chicago-i Nemzetközi Filmfesztivál Gold Hugo díja (2009) A repülés története